# Спогад (фільм)
«Спогад» — радянський художній фільм 1977 року, знятий режисером Віталієм Кондратовим на Кіностудії ім. О. Довженка.

## Сюжет
1941 рік. Фашисти вриваються до білоруського села Катюжани. Окупанти розстрілюють директора дитячого будинку Дору Карлівну, а потім починають полювання за дітьми, яких мають намір перетворити на донорів для поранених німецьких солдатів. 29 дитбудинківських хлопців ховає у себе в будинку літня селянка — бабуся Бджілка. Діти організують підпільний осередок і, як можуть, борються з фашистами. Сюжет збудований як спогад одного з героїв фільму, Вальку Рога, про своє військове дитинство.

## У ролях
- Любов Омельченко — Настя
- Леонід Варганов — головна роль
- Оксана Алексєєва — головна роль
- Володимир Чубарєв — головна роль
- Стефанія Станюта — бабуся Бджілка
- Леонід Яновський — роль другого плану
- Герман Царьов — роль другого плану
- Олена Хроль — роль другого плану
- Вадим Шумейко — роль другого плану
- Анатолій Барчук — роль другого плану
- Ірина Буніна — Дора Карпівна
- Василь Симчич — роль другого плану
- Віктор Панченко — роль другого плану
- Тетяна Митрушина — роль другого плану
- Олександр Мовчан — епізод
- Сергій Десницький — епізод

## Знімальна група
- Режисер — Віталій Кондратов
- Сценарист — Євген Митько
- Оператор — Валерій Башкатов
- Композитор — Едуард Хагагортян
- Художник — Віталій Волинський